# Ludwig Goldbrunner
Ludwig Goldbrunner (ur. 5 marca 1908 w Monachium, zm. 26 września 1981) – niemiecki piłkarz i trener piłkarski, grający na pozycji obrońcy. Uczestnik mundialu 1938.

## Kariera
Jako zawodnik przez całą karierę, czyli od 1927 do 1943 roku związany był z Bayernem Monachium, z którą w 1932 roku zdobył tytuł mistrza Niemiec. W latach 1938–1943 był jego grającym trenerem. W latach 1945–1946 był trenerem TSV 1860 Monachium.
W reprezentacji Niemiec zadebiutował u Otto Nerza 19 listopada 1933 roku w Zurychu w meczu ze Szwajcarią (2:0 dla Niemców). Trener Otto Nerz nie zabrał go na mundial 1934 we Włoszech, ale był uczestnikiem mundialu 1938 we Francji. Był również członkiem tzw. „Wrocławskiej Jedenastki”, która 16 maja 1937 roku na Stadionie Olimpijskim we Wrocławiu pokonała Danię aż 8:0. Ostatni raz w reprezentacji zagrał 20 października 1940 roku w Monachium podczas meczu z Bułgarią, który Niemcy wygrali 7:3. W sumie w reprezentacji w latach 1933–1940 zagrał 39 razy, bez zdobyczy bramkowej.